# Oeneis tripupillata
Oeneis tripupillata är en fjärilsart som beskrevs av Sheldon 1913. Oeneis tripupillata ingår i släktet Oeneis och familjen praktfjärilar. Inga underarter finns listade i Catalogue of Life.